# Jean-Louis Plouffe
Jean-Louis Plouffe (né le 19 octobre 1940) est un prélat catholique canadien évêque émérite du diocèse de Sault-Sainte-Marie en Ontario depuis 2015.

## Biographie
Jean-Louis Plouffe est né le 19 octobre 1940 à Ottawa en Ontario. Il fut ordonné prêtre le 12 juin 1965 au sein de l'archidiocèse d'Ottawa. Le 12 décembre 1986, il est élevé à la dignité épiscopale dans la charge d'évêque auxiliaire du diocèse de Sault-Sainte-Marie en Ontario avec le siège titulaire de Lamzella (de). Il fut consacré évêque le 24 février 1987 par l'archevêque Marcel André J. Gervais. Le 2 décembre 1989, il fut nommé évêque du diocèse de Sault-Sainte-Marie. Le pape François accepte sa démission le 12 novembre 2015 à l'âge de 75 ans conformément au Code de droit canon,.

## Annexe